# Amphimenes
Amphimenes is een geslacht van kevers uit de familie van de loopkevers (Carabidae). De wetenschappelijke naam van het geslacht is voor het eerst geldig gepubliceerd in 1873 door Bates.

## Soorten
Het geslacht Amphimenes omvat de volgende soorten:
- Amphimenes asahinai Nakane, 1957
- Amphimenes bidoupensis Fedorenko, 2010
- Amphimenes giganteus Fedorenko, 2010
- Amphimenes gracilis Fedorenko, 2010
- Amphimenes kabakovi Fedorenko, 2010
- Amphimenes maculatus Fedorenko, 2010
- Amphimenes medius Fedorenko, 2010
- Amphimenes minutus Fedorenko, 2010
- Amphimenes montanus Fedorenko, 2010
- Amphimenes nitidus Fedorenko, 2010
- Amphimenes piceolus Bates, 1873
- Amphimenes planicollis Fedorenko, 2010
- Amphimenes reflexicollis Fedorenko, 2010
- Amphimenes rufipes Fedorenko, 2010
- Amphimenes rugulipennis (Bates, 1892)
- Amphimenes ryukyuensis Habu, 1964